# Ajjamuddin Nuri
Ajjamuddin Nuri (ur. 24 lutego 1995) – afgański lekkoatleta, średniodystansowiec.
Podczas rozegranych w listopadzie 2013 w indyjskim Ranchi mistrzostw Azji Południowo-Wschodniej juniorów zajął 7. miejsce w biegu na 1500 metrów z czasem 4:29,58, a afgańska sztafeta 4 × 400 metrów w składzie: Fajsal Hatak, Sadat Choszal, Ramin Mehrabi i Nuri zajęła 5. miejsce ustanawiając wynikiem 3:55,45 rekord kraju seniorów, młodzieżowców i juniorów w tej konkurencji.